# Joezjno-Koerilsk
Joezjno-Koerilsk (Russisch: Южно-Курильск; Japans: 古釜布; Furukamappu) is een nederzetting met stedelijk karakter op het Koerileneiland Koenasjir, dat het bestuurlijk en wetenschappelijke centrum vormt van het district Joezjno-Koerilski van de Russische oblast Sachalin. De stad ligt aan de oostkust van het eiland op de noordkust van de Joezjno-Koerilskbaai van de Grote Oceaan op ongeveer 46 kilometer van het Japanse eiland Hokkaido, 548 kilometer van Joezjno-Sachalinsk en 10.956 kilometer van Moskou. Ten oosten van de plaats ligt Kaap Joezjno-Koerilski en ten noorden de Golovninobaai.
Het is met ongeveer 6.000 inwoners (respectievelijk 6.344 en 5.751 bij de volkstellingen van 1989 en 2002) de grootste plaats op de Koerilen, maar heeft in tegenstelling tot de kleinere plaatsen Koerilsk en Severo-Koerilsk niet de status van stad.

## Geschiedenis

### De Ainu en de Russische en Japanse invloeden
Het ontstaan van Joezjno-Koerilsk is verbonden met de ontwikkeling van de Koerilen als geheel door de Japanners en Russen. Tot hun komst woonden er echter de Ainu, die zich er vooral bezighielden met de visvangst. De Russen die vanuit het noorden de Koerilen onderzochten, kregen het eiland pas als een van de laatsten in zicht. De Japanse Matsumae-clan, vestigde er vanaf de 18e eeuw tijdelijke handelsposten. De Russische sotnik Ivan Tsjerny ontdekte in 1769 dat de Japanners naast een handelspost ook een fort en militair garnizoen op het eiland hadden. In 1789 brak de Menashi-Kunashiropstand uit, waarbij de Ainu een 70-tal Japanners doden, waarna de opstand werd onderdrukt door troepen van de Matsumae-clan. In die tijd begon de invloed van het Russische Rijk vanaf Kamtsjatka echter steeds meer te groeien en het Japanse Tokugawa-shogunaat annexeerde daarop het eiland als direct bestuurd gebied in 1797.
De diplomatieke relaties tussen Japan en Rusland verslechterden daarop snel na de gevangenname van de Russische onderzoeker Vasili Golovnin in 1811 op Koenasjir (het Golovnin-incident). Een jaar later werd Takadaya Kahei, die een regelmatige bootdienst naar het eiland had opgezet vanuit Hokkaido, gevangengenomen door de Russen, maar een paar decennia later legden Golovnin en Kahei samen de grens vast tussen beide rijken in het Verdrag van Shimoda uit 1855, waarbij Koenasjir onder Japan kwam te vallen.
In de tussentijd was de Ainubevolking op het eiland sterk gedecimeerd door de opstanden en de door de Japanners meegebrachte ziekten, zoals de pokken. In de loop der tijd verdween hun dorp daardoor van het eiland.
De Japanners stichtten het dorp Furukamappu op Koenasjir aan de noordzijde van de baai, waaraan het huidige Joezjno-Koerilsk is gelegen. Dit dorp telde samen met de omliggende dorpen Okinokotan en Isuyanbetsi ongeveer 50 huizen. Er bevond zich een postagentschap met een telegraaf en een aantal winkels. Tijdens het Japanse bestuur, tussen 1855 en 1945, werd het aantal Japanse nederzettingen op het eiland uitgebreid. Veel Japanse inwoners waren echter vissers (op Pacifische haring) en woonden er echter alleen van de lente tot de herfst, wanneer de vis kon worden gevangen.

### Japans bestuur

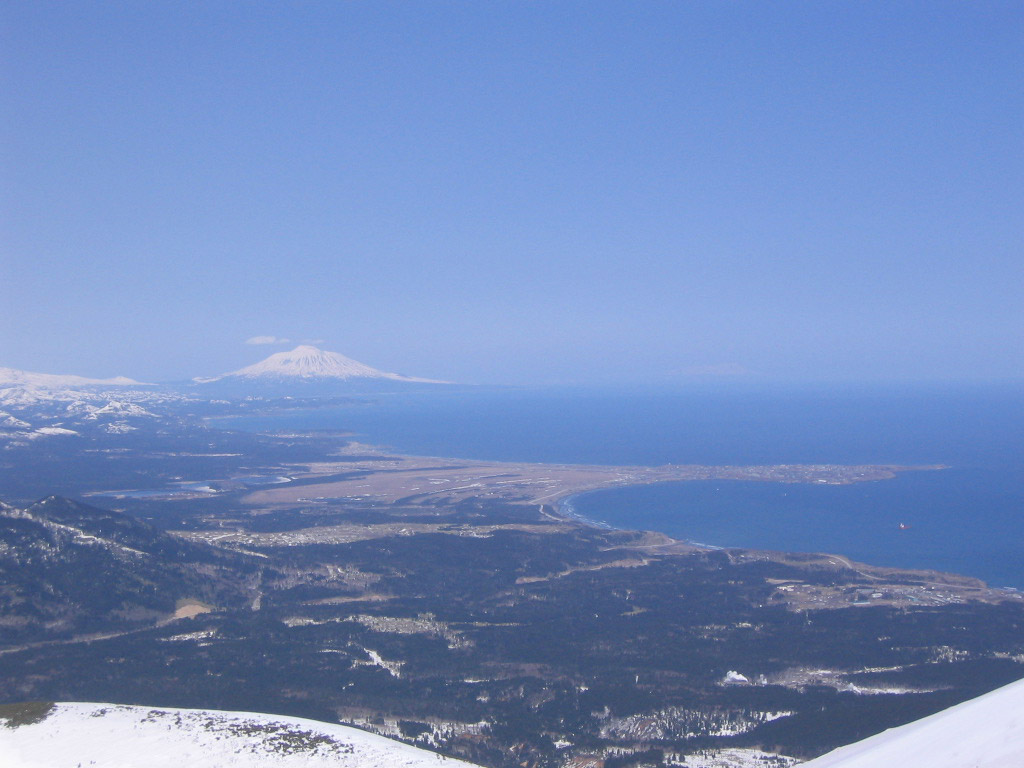
Joezjno-Koerilsk gezien vanuit de lucht

Na de Meiji-restauratie in 1868 werd Furukamappu onderdeel van de Japanse provincie Chishima, in 1882 werd het een onderdeel van het bestuur van Hokkaido en in 1897 werd de plaats onderdeel van de subprefectuur Nemuro van Hokkaido. In die tijd werd het politiek gezien rustiger in het gebied en nam de economische groei toe in Japan. Furukamappu kreeg te maken met een groeiende bevolking en de visserij rond de plaats en de industrie rond de verwerking van zeedieren nam steeds meer toe. De communicatielijnen met Hokkaido werden echter van het dorp Tomari, waar ook het bestuur van het eiland was gevestigd, in het zuiden van het eiland onderhouden.

### Russische invasie en verdwijning Japanse bevolking
Op 1 september 1945 werd het eiland ingenomen door het Rode Leger (113e brigade van het 87e infanteriekorps van het Verre-Oostelijke Front) tijdens de Russische invasie van de Koerilen (onderdeel van Operatie Augustusstorm). De legereenheden landden bij Furukamappu, waar de Japanse garnizoenscommandant hen opwachte met de vlag van overgave. Net als op veel andere Koerilen-eilanden, werd het eiland zonder tegenstand ingenomen. De plaats Furukamappu kreeg meteen in 1945 de status van nederzetting met stedelijk karakter. Op 2 februari 1946 werd de plaats onderdeel van de oblast Joezjno-Sachalin, die op 2 januari opging in de oblast Sachalin van de RSFSR van de Sovjet-Unie.
In 1946 werd de plaats Joezjno-Koerilsk gesticht, waar de 113e brigade aanvankelijk het bestuur voerde. Hiervoor werd een terrein in de buurt van Furukamappu gereedgemaakt door Russische soldaten en Japanse krijgsgevangenen. Veel Japanse inwoners van Furukamappu waren de plaats inmiddels ontvlucht. Van de zomer van 1947 tot begin 1948 werd echter de hele overgebleven Japanse bevolking gedeporteerd naar Japan in opdracht van de Sovjetregering, waarmee de Japanse aanwezigheid eindigde.

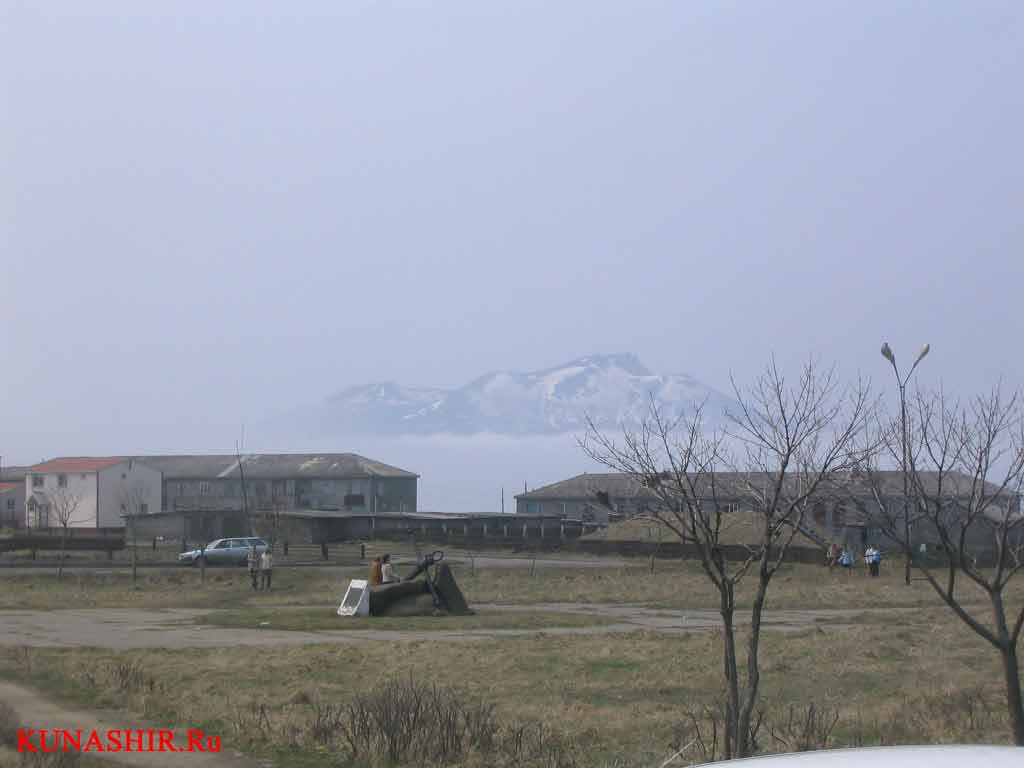
Centrale plein van Joezjno-Koerilsk

### Sovjet-periode
De ontvolkte plaats werd opnieuw bevolkt met duizenden migranten en seizoenswerkers uit Europees Rusland en de Oekraïense SSR, die in groten getale naar het gebied kwamen, aangetrokken door de hoge lonen, die meer dan twee maal het uniegemiddelde bedroegen. Hiermee werd de visserij op Koenasjir en Sjikotan sterk vergroot. De plaats werd tot gesloten gebied verklaard vanwege de angst voor mogelijke toekomstige Japanse invallen, vanwege de nabijheid van Hokkaido. Japanse vissers die te dicht in de buurt kwamen werden soms gearresteerd en een Japanse vissersboot werd aan de ketting gelegd in de haven, waar deze over de jaren langzaam verging. Japanse bezoekers werden slechts een paar keren toegelaten tot de plaats in de Sovjet-tijd, om hun begraafplaatsen te bezoeken. Pas na het aantreden van Gorbatsjov werd de bezoekersregeling iets verruimd, gevolgd door verdragen in de jaren 90, waarmee Japanse nabestaanden en toeristen nu beperkte toegang hebben tot enkele eilanden (met speciale visa).
Na de grote tsunami in november 1952, waarbij veel gebouwen vernietigd werden, werden veel bestuursgebouwen op een 30 meter hogere plek opnieuw opgebouwd, op de "novy rajon" ("nieuwe regio"). De zeebeving van 1994 bracht opnieuw grote schade toe aan gebouwen in de plaats, maar ditmaal werden de verwoeste gebouwen op dezelfde plaats weer opgericht.

### Jaren 90 en huidige situatie

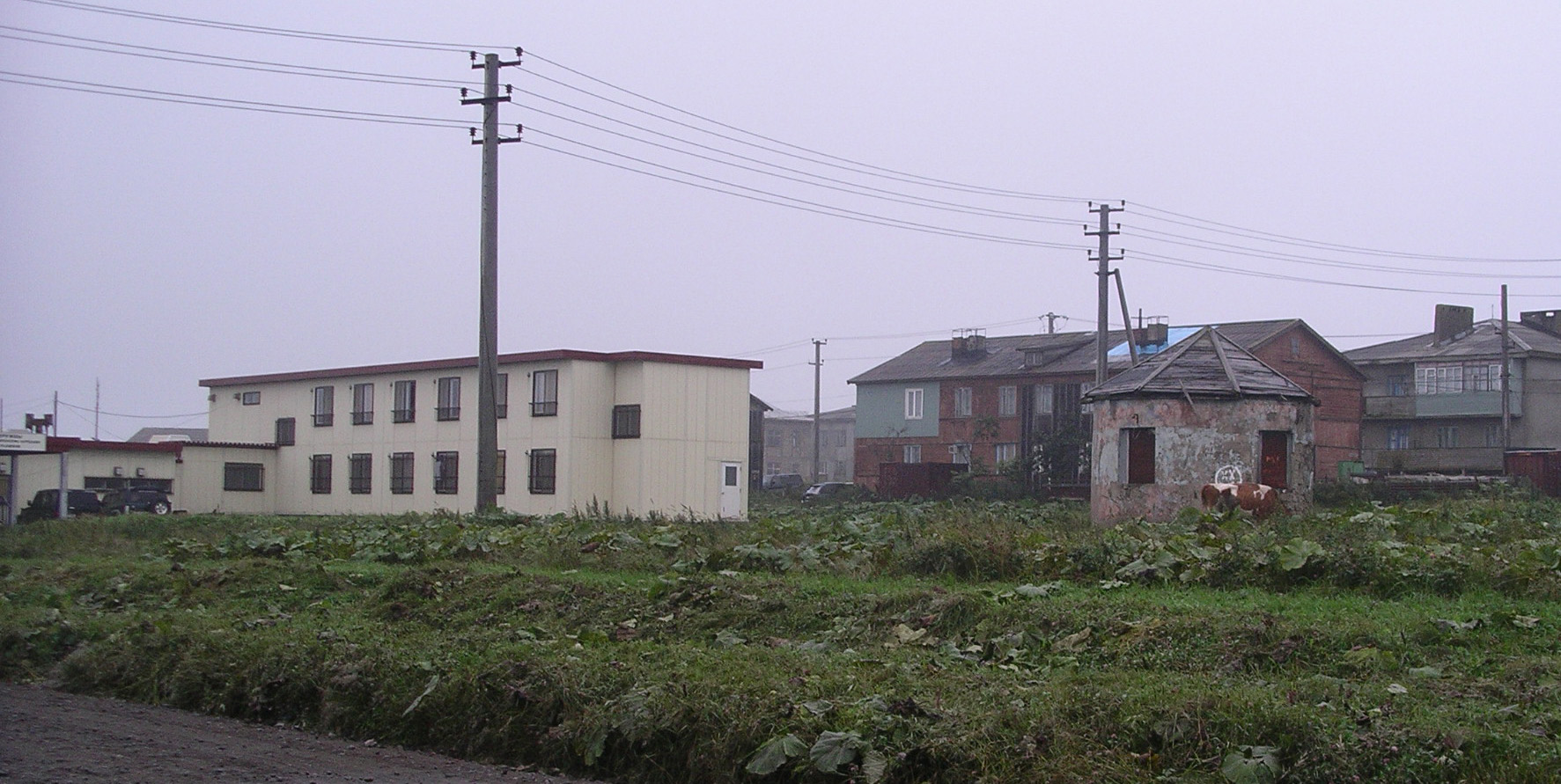
Het Japans-Russisch huis van vriendschap (links), ook wel "Muneo Suzuki-huis" genoemd

Na de val van het communisme raakte de plaats in een crisis. De lonen daalden en het leven werd er steeds duurder vanwege de afgelegenheid, waardoor de import van levensmiddelen en andere goederen erg duur werd. Veel mensen trokken weg uit de Koerilen en er kwamen geruchten op gang dat de Russische regering erover dacht het zuidelijk deel van de Koerilen terug aan Japan te geven. Dit bleek echter niet het geval. Wel werd er op initiatief van de Japanse parlementariër Muneo Suzuki in 1999 het Japans-Russisch huis van vriendschap opgericht, waarvoor hij het Japanse ministerie van buitenlandse zaken geld liet geven. Toen dit in 2002 aan het licht kwam, ontstond in Japan een schandaal rond Suzuki.
In 2006 werd een groot Russisch federaal programma opgezet voor investeringen in de Koerilen tot 2015. Hiertoe behoren staatsinvesteringen in de wegen, het vliegveld, leefomstandigheden en andere zaken op de eilanden.

## Economie
De plaats is hoofdzakelijk gericht op de vangst en verwerking van vis uit het gebied rond de Zuidelijke Koerilen; Japanse makreelgeep, platvis, pijlinktvissen, krab en kammosselen (Pectinidae). Er zijn twee middelgrote en een aantal kleine visverwerkingsbedrijven actief. De energievoorziening wordt verzorgd door een aardwarmtecentrale met een vermogen van 500 kW, hetgeen in de toekomst 3,4 mW moet worden. Nu wordt op het eiland nog veel gestookt op diesel en steenkool, maar de import hiervan is erg kostbaar en voor de toekomst is daarom een volledige overschakeling op aardwarmte voorzien. In de plaats bevindt zich ook het mijnbouw-geologisch bedrijf van de Koerilen, dat zich bezighoudt met geologisch onderzoek naar edelmetalen (goudertslagen) op Sachalin.

## Transport
Op een flink aantal kilometer van de plaats ligt de luchthaven Mendelejevo, waarvanaf vluchten worden verzorgd naar Joezjno-Sachalinsk (luchthaven Joezjno-Sachalinsk) door het bedrijf SAT Airlines (Sakhalinskie Aviatrassy). Daarnaast heeft de plaats een bootverbinding met Sachalin (Korsakov), die wordt geëxploiteerd door het bedrijf Sachalin-Koerily met de schepen Marina Tsvetajeva en Igor Farchoetinov. Er is geen regelmatige verbinding met Hokkaido.

## Klimaat
Joezjno-Koerilsk ondervindt invloed van de koude zeestroom vanaf de Grote Oceaan. Dit zorgt mede voor koele zomers en koude winters met een turbulente zee. De plaats heeft door haar ligging echter wel minder hinder van drijfijs, die vanuit de Zee van Ochotsk komt dan plaatsen op de oostkust van het eiland en wordt soms ook wel gezien als ijsvrije haven.
De gemiddelde jaartemperatuur in Joezjno-Koerilsk bedraagt +4,7 °C, de gemiddelde jaarlijkse windsnelheid 5,2 m/s en de gemiddelde jaarlijkse luchtvochtigheid 82%.
| Maand                       | jan   | feb   | mrt   | apr   | mei  | jun  | jul  | aug  | sep  | okt  | nov  | dec   | Jaar  |
| --------------------------- | ----- | ----- | ----- | ----- | ---- | ---- | ---- | ---- | ---- | ---- | ---- | ----- | ----- |
| Hoogste maximum (°C)        | 8,5   | 9,3   | 11,9  | 20,9  | 26,2 | 25,4 | 30,4 | 30,5 | 27,8 | 22,4 | 18,2 | 17,8  | 30,5  |
| Gemiddeld maximum (°C)      | −2,1  | −2,7  | −0,1  | 5,0   | 9,2  | 11,4 | 15,3 | 18,6 | 17,4 | 13,3 | 7,1  | 1,4   | 7,9   |
| Gemiddelde temperatuur (°C) | −4,8  | −6,0  | −3,0  | 1,5   | 5,2  | 8,4  | 12,0 | 15,7 | 14,4 | 10,3 | 4,0  | −0,9  | 4,7   |
| Gemiddeld minimum (°C)      | −7,3  | −8,6  | −5,7  | −0,7  | 2,9  | 6,3  | 10,6 | 14,0 | 12,5 | 7,6  | 1,3  | −3,7  | 2,5   |
| Laagste minimum (°C)        | −16,9 | −20,3 | −18,0 | −11,4 | −3,1 | −0,7 | 1,2  | 1,8  | 4,3  | −1,0 | −7,6 | −13,6 | −20,3 |
|                             |       |       |       |       |      |      |      |      |      |      |      |       |       |
| Neerslag (mm)               | 58    | 43    | 69    | 87    | 124  | 123  | 124  | 134  | 167  | 138  | 108  | 40    | 1.245 |
| Bron: (ru) Weer en klimaat  |       |       |       |       |      |      |      |      |      |      |      |       |       |

## Bezienswaardigheden

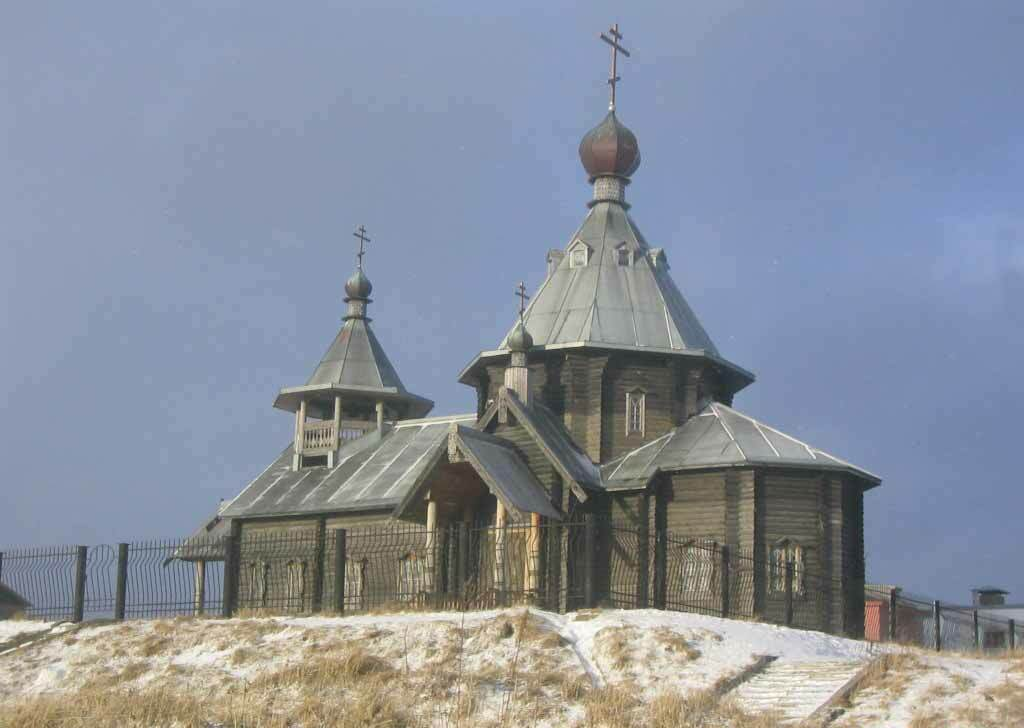
Kerk van de Levendmakende Drie-eenheid

In de plaats bevinden zich twee orthodoxe kerken: de Kerk van de Levendmakende Drie-eenheid (Живоначальной Троицы) uit 1999 en de Kerk in de naam van alle heiligen op de aarde van de Russische verlichten, die zich bevindt in het voormalige bioscoopgebouw. Daarnaast bevindt zich in de plaats een museum voor lokale geschiedenis van de Zuidelijke Koerilen en een monument ter nagedachtenis aan de verovering van de Koerilen door het Rode Leger, waarop de volgende patriottische tekst staat geschreven "In dit gebied ontscheepte gedurende september 1945 een landingsmacht van Sovjettroepen. De historische validiteit werd hersteld: het eeuwenoude Russische land; de Koerilen, werden bevrijd van de Japanse militairen en zijn voor eeuwig herenigd met de moeder des moederlands - Rusland"
Rond de plaats bevindt zich veel natuur met onder andere een aantal mineraalbronnen en de archeologische vindplaats van de woning van een man uit het Neolithicum (op de linkeroever van de rivier de Alechina).

Bestuurlijk centrum: Joezjno-Sachalinsk

Aleksandrovsk-Sachalinski · Aniva · Cholmsk · Dolinsk · Koerilsk · Korsakov · Makarov · Nevelsk · Ocha · Oeglegorsk · Poronajsk · Severo-Koerilsk · Sjachtjorsk · Tomari